# Niccolò Piccinino
Niccolò Piccinino (Perugia, 1386 – Cusago o Corsico, 15 ottobre 1444) è stato un condottiero e capitano di ventura italiano.
Fu signore di Albareto, Borgo Val di Taro, Borgonovo Val Tidone, Calestano, Candia Lomellina, Castell'Arquato, Castelponzone, Compiano, Costamezzana, Fiorenzuola d'Arda, Frugarolo, Marzolara, Orvieto, Pellegrino Parmense, Pianello Val Tidone, Pontremoli, Solignano, Somaglia, Tabiano, Varano de' Melegari, Varese Ligure, Vigolone e Visiano.

## Biografia

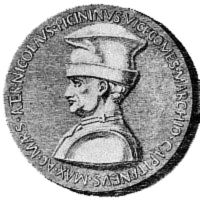
Medaglia di Niccolò Piccinino realizzata da Pisanello

Nato a Callisciana, nei pressi di Perugia, nel 1386, era figlio di Francesco, macellaio di professione, e di Nina; nonostante queste apparentemente umili origini tradizione assodata lo vuole anche come nipote di un podestà di Milano. Perse il padre all'età di 10 anni, ucciso da alcuni esponenti della fazione popolare dei Raspanti, e visse con la madre per altri due anni, quando di nascosto fuggì a Firenze a trovare suo zio Biagio da Callisciana, il quale gli permise poi di trasferirsi a Bologna e qui di iniziare la carriera militare sotto Bartolomeo da Sesto. Poiché a causa della sua giovane età e ridotta statura era il più 'piccolo' tra gli uomini d'arme della compagnia di ventura di quest'ultimo, ricevette il soprannome di Piccinino, che divenne poi il suo cognome e fu ereditato dai suoi discendenti insieme al suo stemma d'azzurro al toro d'oro rampante, ideato presumibilmente in tale periodo.
Alcuni anni prima del 1411, data in cui partecipò alla battaglia di Roccasecca, era passato al servizio di Braccio da Montone, all'epoca militante per la Repubblica di Firenze. Alla morte di questi, avvenuta nel 1424, al termine della guerra dell'Aquila, seguita subito dopo (1425) da quella del figlio di quest'ultimo, Oddo, il Piccinino divenne il comandante della compagnia braccesca. Servì poi il duca di Milano Filippo Maria Visconti, per il quale, insieme a Niccolò Fortebraccio, combatté contro la Lega formata da Papa Eugenio IV, la Repubblica di Venezia e quella di Firenze.
Nel 1427 prese parte alla battaglia di Maclodio, schierato nelle file del Ducato di Milano.
Nel 1430 andò in Lunigiana e poi, al comando delle truppe genovesi e lucchesi, sconfisse i fiorentini nella battaglia del Serchio, presso Lucca.
Nel 1432 comandò le truppe milanesi nella battaglia di Delebio, dove si scontrò contro le forze veneziane che tramite il passo San Marco si erano insediate nella valle, uscendone vincitore.
Sconfitte le truppe papali a Castel Bolognese nel 1434, seguite da una seconda armata comandata da Francesco Sforza, il Piccinino conquistò un cospicuo numero di feudi in Romagna.
Nel 1438, durante la guerra tra la Repubblica di Venezia e il Ducato di Milano, il Piccinino combatté nuovamente per Filippo Maria Visconti e tentò di occupare con un lungo assedio Brescia, ma il condottiero Scaramuccia da Forlì, al servizio dei veneziani, intervenne con successo nell'arginare l'assedio. L'anno successivo (1439) Niccolò combatté ancora in Lombardia ottenendo diversi successi contro lo Sforza, passato nel frattempo al soldo dei veneziani, fino ad essere sconfitto dallo stesso a Tenno.
Il duca lo inviò allora in Toscana nella speranza che i fiorentini ritirassero le forze mandate in aiuto ai veneziani. Devastò quindi il Mugello, cercando nel contempo di indurre mediante corrispondenza epistolare il duca a mandarlo in Umbria dove sperava, come altri condottieri del suo tempo, di costituire un proprio Stato feudale.
Il 29 giugno 1440 Niccolò si recò a Sansepolcro, dove, arruolati 2 000 uomini del luogo, mosse contro Anghiari. Nella piana tra le due città l'esercito del duca, guidato dal Piccinino, venne travolto dai fiorentini comandati da Micheletto Attendolo e Giampaolo Orsini: lo scontro verrà poi immortalato da Leonardo da Vinci nel perduto affresco della battaglia di Anghiari. Al Piccinino non restò che fare ritorno in Lombardia.

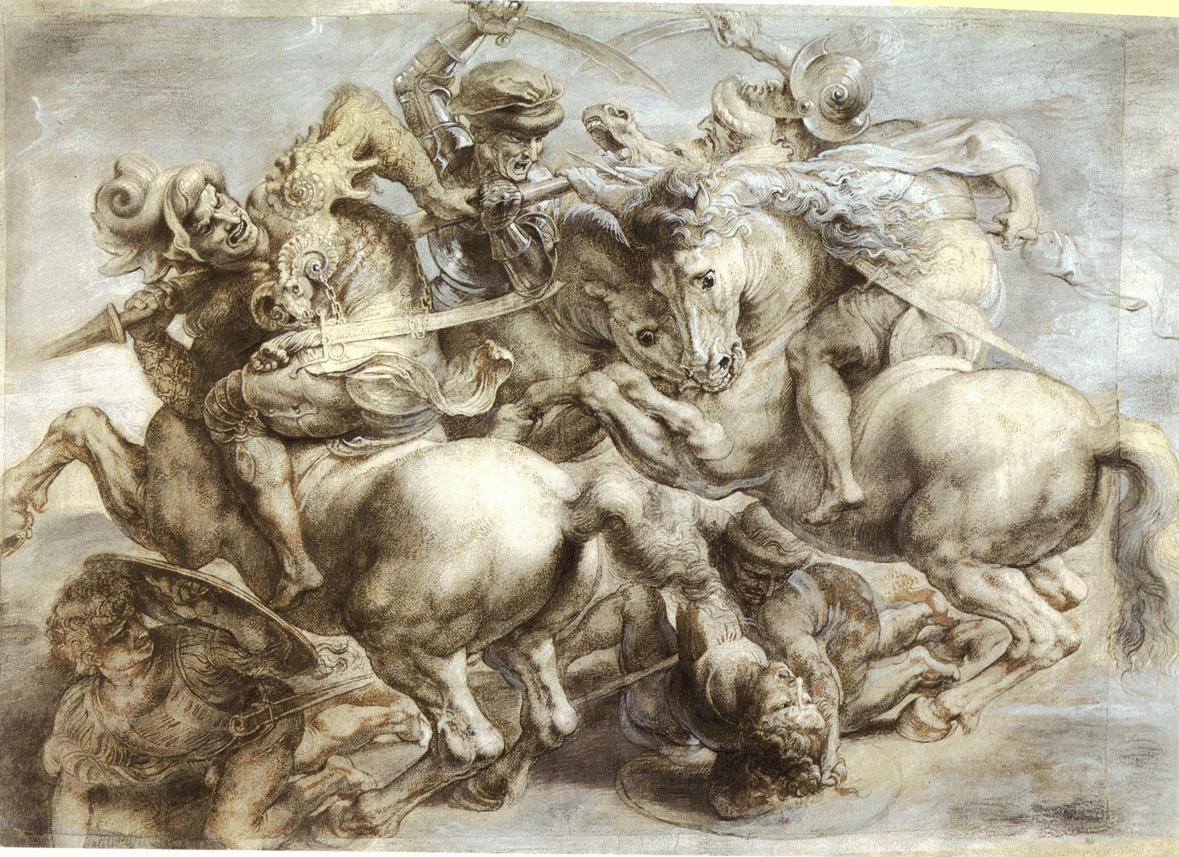
Peter Paul Rubens, Battaglia di Anghiari, copia dell'omonima opera di Leonardo da Vinci. Niccolò Piccinino è il secondo cavaliere da sinistra.

Nel febbraio del 1441, guidando le truppe milanesi, invase la bassa pianura bresciana nel tentativo di riportarla sotto le insegne viscontee. Venezia mosse il proprio esercito e lo affidò nuovamente a Francesco Sforza, il quale, partendo da Verona, marciò su Brescia per poi discendere fino a Cignano, dove i due eserciti si affrontarono il 25 giugno.
Nel novembre del 1442 con l'aiuto dei perugini pose l'assedio ad Assisi, difesa da Alessandro Sforza. Dopo diversi giorni di inutili tentativi, le truppe del Piccinino, grazie anche all'aiuto di un frate traditore che indicò un accesso nascosto in un antico acquedotto romano, riuscirono a penetrare all'interno della città e a saccheggiarla. Il Piccinino si oppose comunque alla distruzione della città rifiutando i 15 000 fiorini offertigli dai perugini.
Nel 1443 pose l'assedio a Monteleone cercando di scacciarne il feudatario Ugolino da Montemarte. Ugolino alla fine si arrese e fu costretto a cedergli anche Carnaiola e Montegabbione. In seguito fu richiamato dal duca di Milano e, durante la sua assenza, le sue truppe subirono una dura sconfitta a Montolmo.
Poco dopo, il 15 ottobre 1444, il condottiero si ammalò di idropisia e morì all'età di 58 anni, non senza il sospetto di essere stato avvelenato. Fu sepolto nel Duomo di Milano.

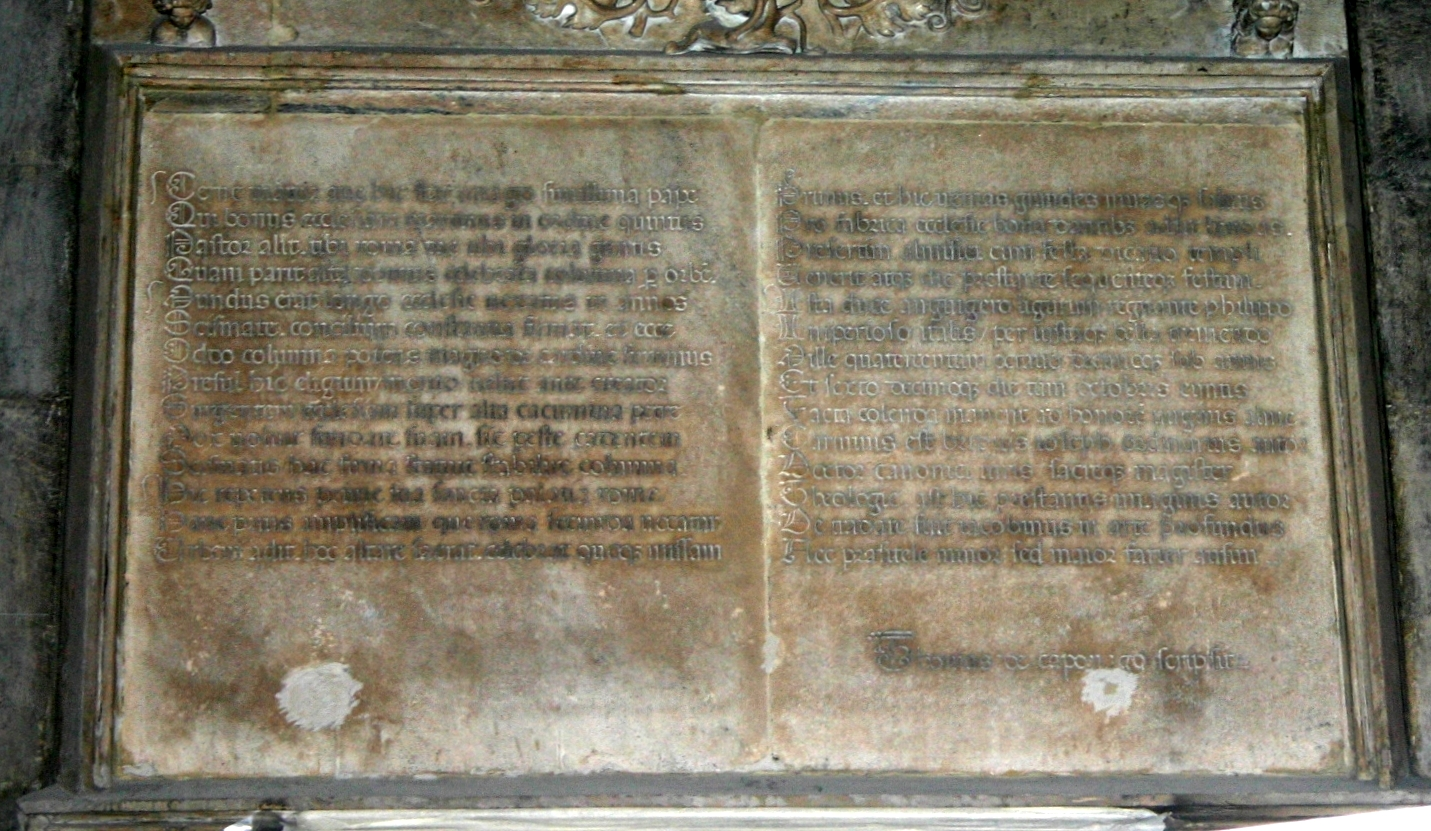
Duomo di Milano, tomba di Niccolò Piccinino e di suo figlio Francesco

## Discendenza
Niccolò Piccinino si sposò nel 1406 con Gabriella da Sesto, figlia di Bartolomeo, da cui ebbe Francesco. Gabriella verrà uccisa dal marito l'anno seguente (1407), con l'accusa di adulterio. Si risposò con Angelella da Celano, sorella della più nota Jacovella. Il matrimonio durò fino al 1423, quando il condottiero si risposò con una nipote di Braccio da Montone, figlia di suo fratello Giovanni, da cui ebbe Jacopo. Questa nuova unione coniugale deve essere terminata nel 1440, in quanto in tale anno si ritrova il condottiero tra i pretendenti al matrimonio con Bianca Maria Visconti, che poi non si realizzerà.